# فرد دیویس (بازیکن فوتبال، زاده۱۸۷۱)
فرد دیویس (انگلیسی: Fred Davis؛ زادهٔ ۱۸۷۱) بازیکن فوتبال اهل بریتانیا است.
از باشگاه‌هایی که در آن بازی کرده‌است می‌توان به باشگاه فوتبال آرسنال و باشگاه فوتبال ناتینگهام فارست اشاره کرد.